# الصناعات الجلدية في السودان

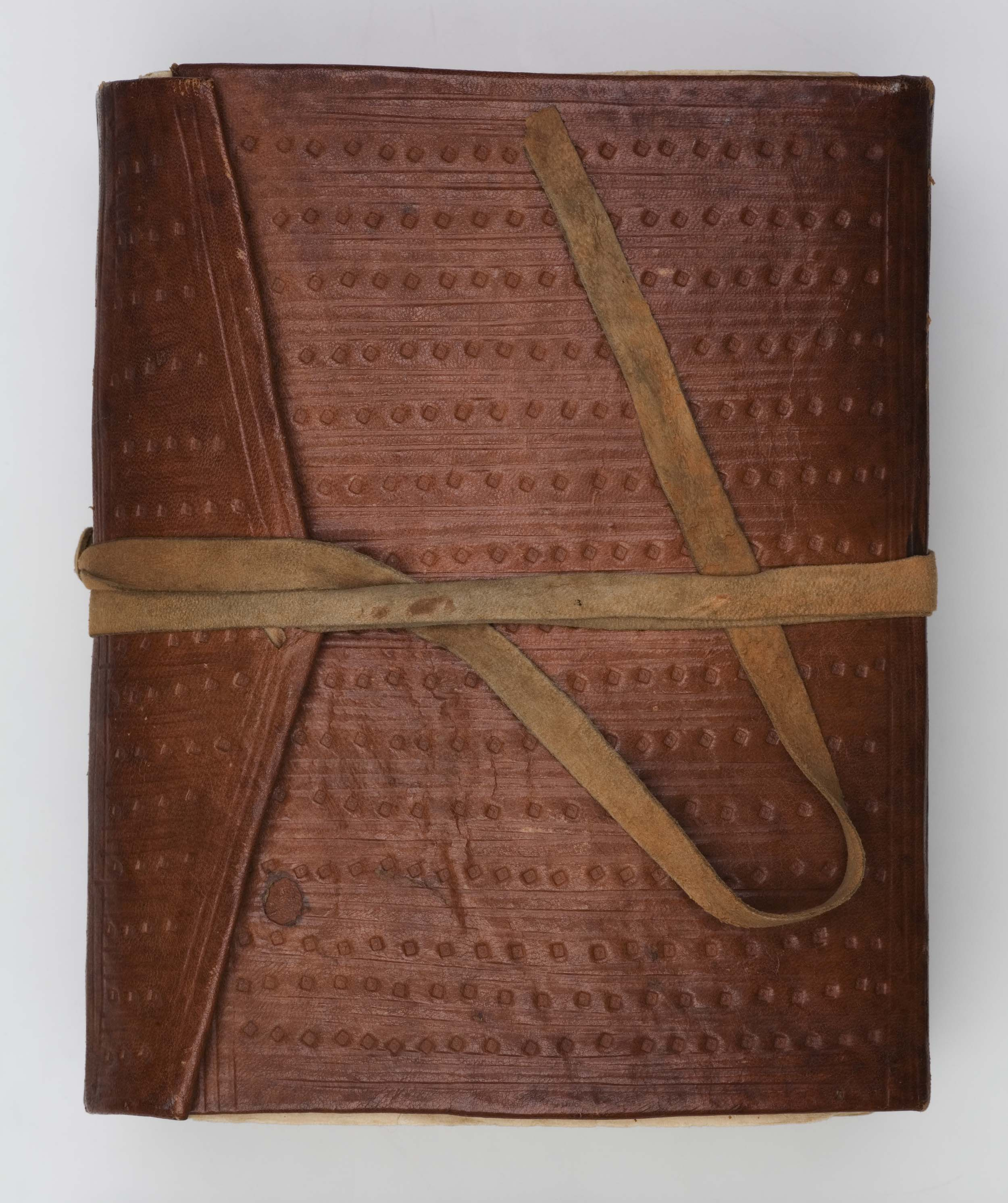
غلاف مصحف جلدي/ السودان

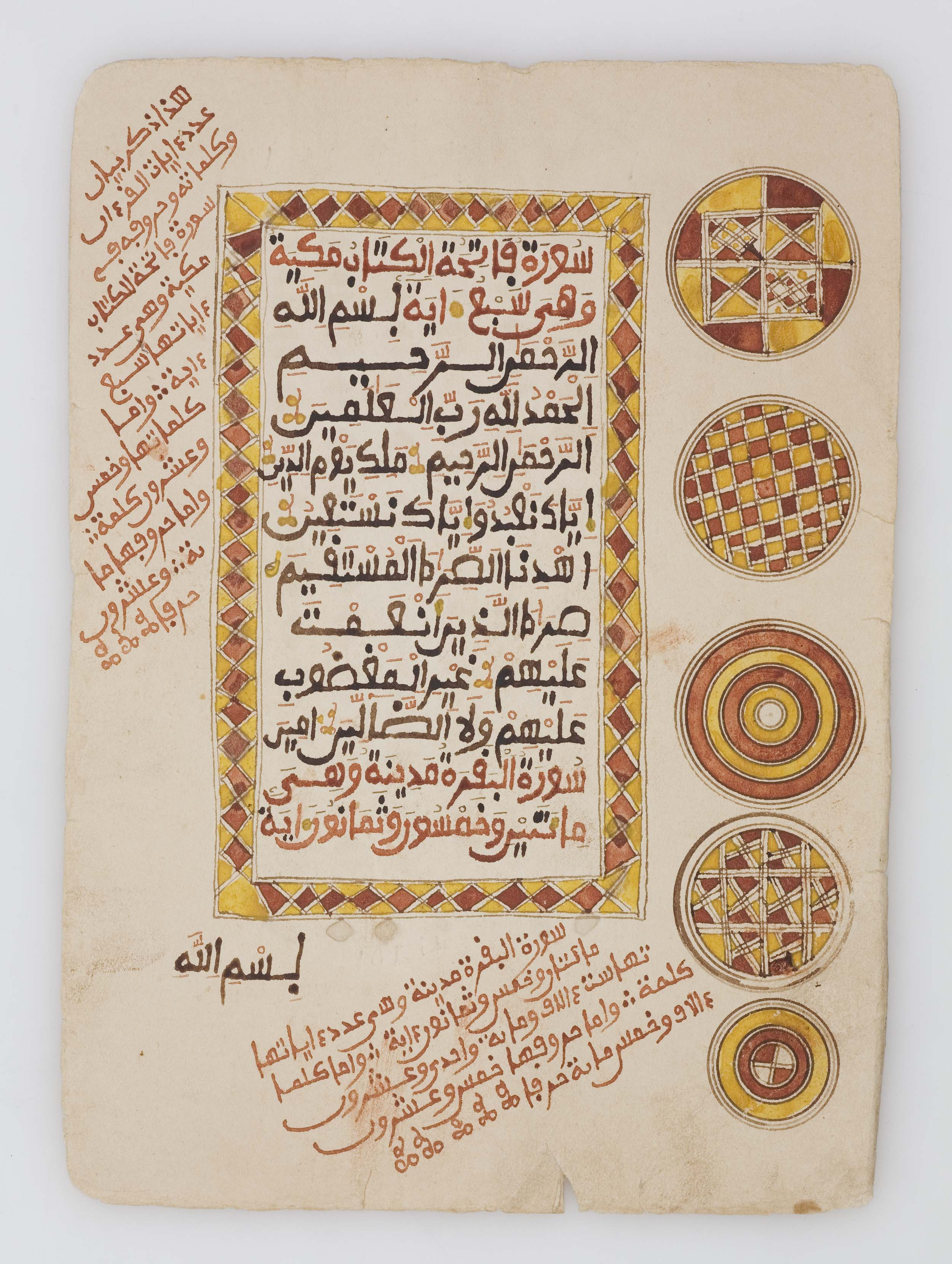

الجلود في السودان تمثل رقمآ اقتصاديا، حيث تتزايد أعداد الجلود بتزايد الثروة الحيوانية التي تقدر بـ 125 مليون رأس، الجلود السودانية لها جودة عاليه وذلك يرجع لما تتمتع به من متانة راجعة لتكوينها النسيجي والليفي المتين كما تتماز على مثيالتها من دول العالم بكبر مساحتها. ورغم تعدد استخدامات الجلود في السودان الا أن صناعة الاحذيه خاصة التقليدية تمثل المستهلك الأكبر لها دون غيرها من الصناعات الجلدية الأخرى، وهذه الصناعة عريقة وأشهرها المركوب الفاشري و الجنينة حيث لدارفور الباع الأكبر في صناعة الاحذية والصناعات الجلدية عموما.

## تاريخ صناعة الجلود في السودان

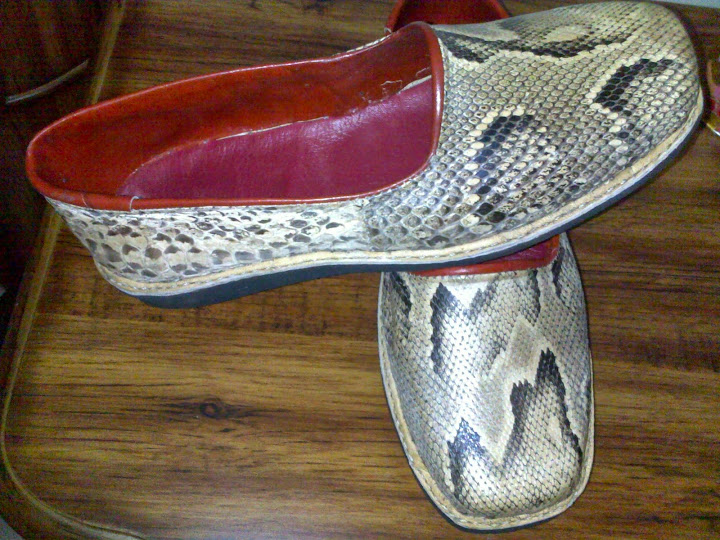

عرفت المنتجات الجلدية في السودان منذ عصور قديم فقد أظهرت الحفريات والنقوش في المواقع الأثرية في المصورات و البجراوية شمال الخرطوم. وقد عرف الحذاء الجلدي التقليدي قبل 5000 سنة في مملكة مروي. وأصبحت دباغة الجلود والمنتجات الجلدية في كثير من الأحيان جزء من الحضارة السودانية القديمة والحديثة واستخدم الجلد في كثير من أنماط الحياة العامه

## قطاع الصناعة

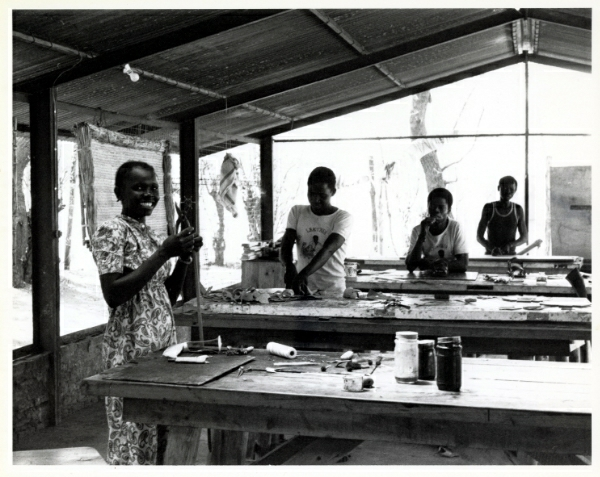
عمال تعاونية الجلود بجوبا في السودان، حوالي1980

ابتدأ قطاع الصناعة الجلدية الحديث عام 1945م بافتتاح مدبغة ممكننة ومعها مصنع للأحذية ثم أنشأت الثلاث مدابغ الحكومية الكبيرة خلال الستينيات والسبعينيات هي ( مدبغة ولاية النيل الأبيض - مدبغة ولاية الخرطوم-  مدبغة ولاية الجزيرة)  وتبعتها عدداً من المدابغ الصغيرة أنشأها القطاع الخاص بلغت المدابغ حتى يومنا هذا 24 مدبغة بجانب قطاع حرفي (ريفي) عريض في كثير من مدن غرب السودان وسنار- مدني- كوستي- القضارف- كسلا وأم درمان حوالي 30 مجمع دباغة بلدية 
أهم مقومات إنتاج الجلود في السودان
- وجود ثروة حيوانية ضخمة وتتميز الجلود السودانية بقوة تماسك نسيجها وكبر مساحتها
- طلب عالمى مستمر
- وجود حاجة متزايدة لاستهلاك اللحوم (داخليا وخارجيا)
- وجود عدد من مسالخ الحديثة
- هنالك عدد مقدر من وكالات ومخازن الجلود منتشرة في كل من مدن وقرى السودان
- الاستثمارات القائمة في مجال الجلود من مدابغ حديثة وتقليدية و مصانع وورش تصنيع المنتجات الجلدية مع وجود الرغبة للتطور
- المؤسسسات التي تحفظ وتشرف عليها وتشجع على تطوير قطاع الجلود وتنميتها
- الخبرة المتراكمة في التعامل مع الجلود وتجارتها منذ العام  1947
- القوانيين والتشريعات التي تنظم وتضبط التعامل[4]